# Claudia Testoni
Claudia Giuseppina Maria Testoni (* 19. Dezember 1915 in Bologna; † 17. Juli 1998 in Cagliari) war eine italienische Leichtathletin und Europameisterin im 80-Meter-Hürdenlauf.
Bei den Olympischen Spielen 1936 in Berlin belegte Claudia Testoni zweimal den vierten Platz. Über 80 Meter Hürden gab es einen sehr knappen Zieleinlauf, bei dem die ersten vier Läuferinnen alle mit 11,7 s gestoppt wurden. Die Zielbildkamera zeigte aber sogar Tausendstelsekunden an. Nach dieser Auswertung gewann die Italienerin Trebisonda Valla in 11,748 s vor der Deutschen Anni Steuer in 11,809 s (Silber) und der Kanadierin Elizabeth Taylor-Campbell in 11,811 s (Bronze), für Claudia Testoni wurden 11,818 s angegeben. Im 4-mal-100-Meter-Staffellauf waren Valla und Testoni dann gemeinsam in der Staffel, die den vierten Platz belegte.  
Bei den Europameisterschaften 1938 in Wien gewann Claudia Testoni den Hürdenlauf in der Weltrekordzeit von 11,6 s vor der Deutschen Lisa Gelius in 11,7 s. 